# 法称
法称（（梵語：Dharmakīrti），生於西元六世紀或七世紀的印傳佛教人物。

## 簡述
相傳法稱為陳那的再傳弟子。他宣揚唯识宗與因明学觀點。曾任那烂陀寺(Nālandā)住持。二勝六莊嚴之一。
不少印度文獻曾經討論過他所持有的觀點，例如印度教創立者阿迪·商羯羅曾經在他的作品中引述過法稱的作品內容。

## 著作
其著作《因明七論》
- Saṃbandhaparikṣāvrtti《观相属论》
- Pramāṇaviniścaya《定量论》
- Pramāṇavarttikakārika《释量论》(此為對陳那的作品《集量論》的解釋。)
- Nyāyabinduprakaraṇa《正理滴论》
- Hetubindunāmaprakaraṇa《因滴论》
- Santānātarasiddhināmaprakaraṇa《成他相续论》
- Vādanyāyanāmaprakaraṇa《诤正理论》